# Vesna Mitrovič
Vesna Mitrovič, slovenska nogometašica, *11. december 1990.
Od leta 2006 brani za ŽNK Krka iz Novega mesta.